# Ostrowiec (osada w województwie lubuskim)
Ostrowiec – osada w Polsce położona w województwie lubuskim, w powiecie strzelecko-drezdeneckim, w gminie Dobiegniew.
W latach 1975–1998 miejscowość administracyjnie należała do województwa gorzowskiego. W pobliżu wsi znajduje się jezioro Ostrowiec.